# Pegomya unimediseta
Pegomya unimediseta är en tvåvingeart som beskrevs av Deng och Li 1988. Pegomya unimediseta ingår i släktet Pegomya och familjen blomsterflugor. Inga underarter finns listade i Catalogue of Life.